# Galgacus
Galgacus is een geslacht van wantsen uit de familie van de Acanthosomatidae (Kielwantsen). Het geslacht werd voor het eerst wetenschappelijk beschreven door William Lucas Distant in 1899.

## Soorten
Het genus is monotypisch en bevat alleen de volgende soort:

- Galgacus labidus (Erichson, 1842)